# أشلاء (فلم)
أشلاء هو فيلم وثائقي مغربي صدرَ عام 2010 للمخرج حكيم بلعباس.

## القصّة
أشلاء هو فيلمٌ وثائقيٌّ للمخرجِ المغربيّ حكيم بلعباس وهو عبارةٌ عن مجموعة من الصور التي التُقطت على مدى السنوات العشر الماضية، والتي تُظهر لحظات عائلية وتأمّلات في الحياة والموت وخيبات الأمل والنجاحات والشيخوخة والنفي، ويُصبح هذا السجل العائلي هو وقائع مجتمع بل هو وقائع بلدٍ هو المغرب بلد المخرج.

## الجوائز
- عُرض الفيلم الوثائقيّ في مهرجان تانجر 2011.[5]